# Gastone di Foix-Navarra
Gastone di Foix o Gastone di Foix-Navarra (Gaston in francese, in basco, in tedesco, in fiammingo e in inglese, Gastó in catalano, Gastón in spagnolo e Gastão in portoghese; 1444 – Libourne, 23 novembre 1470), fu visconte di Castelbon dal 1458, principe di Viana de jure dal 1464 e luogotenente del regno di Navarra dal 1469 alla sua morte.

## Origini familiari
Gastone, sia secondo Pierre de Guibours, detto Père Anselme de Sainte-Marie o più brevemente Père Anselme, sia secondo la Chroniques romanes des comtes de Foix, era il figlio primogenito del Conte di Foix, Conte di Bigorre, visconte di Béarn, Coprincipe di Andorra, Visconte di Castelbon, di Narbonne, Nébouzan, Villemeur e Lautrec, e Pari di Francia, Gastone IV di Foix e della futura sovrana de jure di Navarra e poi regina effettiva di Navarra, Eleonora, che, sia secondo Père Anselme, che secondo la Chroniques romanes des comtes de Foix, era la figlia quartogenita (terza femmina) del principe di Castiglia e León e d'Aragona, duca di Peñafiel e futuro re di Navarra, della corona d'Aragona e di Sicilia, Giovanni II e della sua prima moglie, la ex regina consorte di Sicilia e futura regina di Navarra, Bianca di Navarra, che era la figlia terzogenita del re di Navarra, conte di Évreux e duca di Nemours, Carlo III detto il Nobile (figlio maschio primogenito del re di Navarra Carlo II il Malvagio e di Giovanna di Francia, figlia del re di Francia, Giovanni II il Buono e Bona di Lussemburgo) e di Eleonora Enriquez, secondogenita del re di Castiglia e León, Enrico II di Trastamara, e di Giovanna Manuele.
Gastone IV di Foix, sia secondo Père Anselme, che secondo la Chroniques romanes des comtes de Foix, era il figlio primogenito del Conte di Foix, visconte di Béarn, Coprincipe di Andorra, Visconte di Castelbon e Conte di Bigorre, Giovanni I di Foix e di Giovanna d'Albret, figlia del Connestabile di Francia, Carlo I d'Albret Signore d'Albret e della moglie Maria, Signora di Sully et di Craon.

## Biografia
Nel 1455, sua madre Eleonora, congiuntamente a suo padre Gastone, fu nominata luogotenente del regno di Navarra e la famiglia dalla contea di Foix si trasferì a vivere in Navarra, e precisamente a Sangüesa.
Suo padre, Gastone aveva delle mire sul regno di Navarra, e, per soddisfarle, fece da intermediario tra il suocero, il principe di Castiglia e León e d'Aragona, duca di Peñafiel re di Navarra, e futuro re della corona d'Aragona e di Sicilia, Giovanni II ed il re di Francia, Carlo VII; ed infatti, nel 1457, riuscì a fare riconciliare il suocero, Giovanni II, con il suo sovrano, Carlo VII, riuscendo a far loro stipulare un trattato di alleanza difensiva, il trattato di Valencia del 17 giugno 1457; per ricompensa di tutte queste azioni militari (era al fianco di Carlo VII, nella conquista della Guienna, nei quindici anni precedenti) e politiche Gastone fu nominato Pari di Francia (1458), come ci viene confermato dalle Chroniques romanes des comtes de Foix. In quello stesso anno a Tours, fu concordato anche il matrimonio tra Gastone e Maddalena, la figlia del re, Carlo VII.
Sempre nello stesso anno suo padre lo investì del titolo di visconte di Castelbon.
Il 7 marzo 1461, infatti Gastone sposò, a Lescar, nella contea di Foix (secondo altre fonti, il matrimonio avvenne nel 1462, a Saint-Jean-d'Angély, Charente-Maritime l'11 febbraio, o a Saint-Macaire, Gironda, il 7 marzo, mentre secondo Pere Anselme, il matrimonio avvenne per contratto a Lescar, ratificato a Saint-Jean-d'Angély, il mese successivo e celebrato il 7 marzo 1461), Maddalena di Francia, figlia del re di Francia, Carlo VII di Francia e di Maria d'Angiò. Maddalena era la sorella del futuro re di Francia, Luigi XI.
Dopo la morte di suo zio, Carlo di Viana, re titolare di Navarra, nel settembre del 1461, il trono di Navarra sarebbe spettato alla zia, Bianca, ma suo nonno, il re effettivo di Navarra, Giovanni II di Aragona preferì trovare un accordo con i suoi genitori Gastone ed Eleonora e, il 12 aprile del 1462, fu firmato il trattato di Olite, in cui Eleonora riconosceva il titolo regale al padre, che la confermava luogotenente di Navarra assieme al marito Gastone, ed al figlio, Gastone, si apriva la prospettiva di ereditare il trono di Navarra mentre Bianca veniva imprigionata e poi trasferita in una prigione della contea di Foix.
Sua zia Bianca era stata rinchiusa nel castello di Moncada, a Orthez e il 2 dicembre del 1464, morì avvelenata, molto probabilmente per ordine di sua madre, Eleonora, che divenne regina de jure di Navarra e Gastone, divenne il principe di Viana, cioè l'erede al trono.
Nel 1468, i suoi genitori, volendo ottenere ciò che gli spettava di diritto, la corona di Navarra, approfittando del fatto che Giovanni II era in difficoltà nella guerra che stava sostenendo contro Giovanni II di Lorena, si ribellarono ma furono sconfitti e suo nonno, Giovanni II, nel 1469, tolse la luogotenenza alla madre e diede a Gastone il titolo di luogotenente di Navarra.
Gastone però non divenne mai né conte di Foix né re di Navarra, morì il 23 novembre del 1470, prima di entrambi i genitori, per le ferite, mal curate, riportate in seguito ad un torneo, effettuato nelle vicinanze di Bordeaux, a Libourne, dove era al seguito del cognato, il duca di Guienna, Carlo di Francia. Gastone fu tumulato nella Cathédrale Saint-André di Bordeaux.
La sua morte riportò la pace tra sua madre e suo nonno, Giovanni II, che restituì ai suoi genitori la luogotenenza perpetua sulla Navarra, in cambio della rinuncia ad ogni rivendicazione sulla corona d'Aragona.
Suo figlio Francesco Febo, alla morte di suo padre, Gastone IV di Foix, nel 1472, divenne conte di Foix e, alla morte di sua madre, Eleonora di Navarra, nel 1479, re di Navarra; in entrambi i casi sotto la reggenza della madre (moglie di Gastone), Maddalena di Francia.

## Discendenza
Gastone e Maddalena di Francia ebbero due figli:
- Francesco Febo (1466 - 1483), re di Navarra[17];
- Caterina (1470 - 1517), regina di Navarra[17], che sposò, nel 1484 Giovanni III d'Albret[2] (1469 - 1516).

## Ascendenza
|                         |                         |                         | Genitori                         |  |  | Nonni |  |  | Bisnonni              |  |  | Trisnonni            |  |
|                         |                         |                         |                                  |  |  |       |  |  | Arcimbaldo di Grailly |  |  | Pierre II de Grailly |  |
|                         |                         |                         |                                  |  |  |       |  |  | Arcimbaldo di Grailly |  |  | Pierre II de Grailly |  |
|                         |                         | Aramburge de Périgord   |                                  |  |  |       |  |  | Arcimbaldo di Grailly |  |  |                      |  |
| Giovanni I di Foix      |                         |                         |                                  |  |  |       |  |  | Arcimbaldo di Grailly |  |  |                      |  |
|                         |                         | Isabella di Foix        | Ruggero Bernardo II di Castelbon |  |  |       |  |  |                       |  |  |                      |  |
|                         |                         | Isabella di Foix        | Ruggero Bernardo II di Castelbon |  |  |       |  |  |                       |  |  |                      |  |
|                         |                         | Isabella di Foix        | Géraude de Navailles             |  |  |       |  |  |                       |  |  |                      |  |
| Gastone IV di Foix      |                         | Isabella di Foix        |                                  |  |  |       |  |  |                       |  |  |                      |  |
|                         |                         | Carlo I d'Albret        | Arnaud Amanieu VIII d'Albret     |  |  |       |  |  |                       |  |  |                      |  |
|                         |                         | Carlo I d'Albret        | Arnaud Amanieu VIII d'Albret     |  |  |       |  |  |                       |  |  |                      |  |
|                         |                         | Carlo I d'Albret        | Margherita di Borbone            |  |  |       |  |  |                       |  |  |                      |  |
| Giovanna d'Albret       |                         | Carlo I d'Albret        |                                  |  |  |       |  |  |                       |  |  |                      |  |
|                         |                         | Marie de Sully          | Louis I de Sully                 |  |  |       |  |  |                       |  |  |                      |  |
|                         |                         | Marie de Sully          | Louis I de Sully                 |  |  |       |  |  |                       |  |  |                      |  |
|                         |                         | Marie de Sully          | Isabelle de Craon                |  |  |       |  |  |                       |  |  |                      |  |
| Gastone di Foix-Navarra |                         | Marie de Sully          |                                  |  |  |       |  |  |                       |  |  |                      |  |
|                         | Ferdinando I di Aragona | Giovanni I di Castiglia |                                  |  |  |       |  |  |                       |  |  |                      |  |
|                         | Ferdinando I di Aragona | Giovanni I di Castiglia |                                  |  |  |       |  |  |                       |  |  |                      |  |
|                         | Ferdinando I di Aragona | Eleonora d'Aragona      |                                  |  |  |       |  |  |                       |  |  |                      |  |
| Giovanni II d'Aragona   | Ferdinando I di Aragona |                         |                                  |  |  |       |  |  |                       |  |  |                      |  |
|                         |                         | Eleonora d'Alburquerque | Sancho d'Alburquerque            |  |  |       |  |  |                       |  |  |                      |  |
|                         |                         | Eleonora d'Alburquerque | Sancho d'Alburquerque            |  |  |       |  |  |                       |  |  |                      |  |
|                         |                         | Eleonora d'Alburquerque | Beatrice del Portogallo          |  |  |       |  |  |                       |  |  |                      |  |
| Eleonora di Navarra     |                         | Eleonora d'Alburquerque |                                  |  |  |       |  |  |                       |  |  |                      |  |
|                         |                         | Carlo III di Navarra    | Carlo II di Navarra              |  |  |       |  |  |                       |  |  |                      |  |
|                         |                         | Carlo III di Navarra    | Carlo II di Navarra              |  |  |       |  |  |                       |  |  |                      |  |
|                         |                         | Carlo III di Navarra    | Giovanna di Valois               |  |  |       |  |  |                       |  |  |                      |  |
| Bianca I di Navarra     |                         | Carlo III di Navarra    |                                  |  |  |       |  |  |                       |  |  |                      |  |
|                         |                         | Eleonora di Trastámara  | Enrico II di Castiglia           |  |  |       |  |  |                       |  |  |                      |  |
|                         |                         | Eleonora di Trastámara  | Enrico II di Castiglia           |  |  |       |  |  |                       |  |  |                      |  |
|                         |                         | Eleonora di Trastámara  | Giovanna Manuel de Peñafiel      |  |  |       |  |  |                       |  |  |                      |  |
|                         |                         | Eleonora di Trastámara  |                                  |  |  |       |  |  |                       |  |  |                      |  |

### Fonti primarie
- (FR)  Histoire généalogique et chronologique de la maison royale de France, tomus III.
- (OC, FR)  Chroniques romanes des comtes de Foix.

### Letteratura storiografica
- Rafael Altamira, Spagna, 1412-1516, in Cambridge University Press - Storia del mondo medievale, vol. VII, pp. 546–575, Garzanti, 1999
- Josep Calmette, Il regno di Carlo VIII e la fine della guerra dei cent'anni in Francia, in Cambridge University Press - Storia del mondo medievale, vol. VII, 1999, pp. 611–656
- Charles Petit-Dutaillis, Francia: Luigi XI, in Cambridge University Press - Storia del mondo medievale, vol. VII, 1999, pp. 657–695